# Mortagne-sur-Gironde
Mortagne-sur-Gironde är en kommun i departementet Charente-Maritime i regionen Nouvelle-Aquitaine i västra Frankrike. Kommunen ligger  i kantonen Cozes som ligger i arrondissementet Saintes. År 2022 hade Mortagne-sur-Gironde 911 invånare.

## Befolkningsutveckling
Antalet invånare i kommunen Mortagne-sur-Gironde
Referens:INSEE